# نبوية سعيد
نبوية سعيد ممثلة مصرية (ولدت عام 1918) بدأت مشوارها كعازفة كمنجة بالنوتة العربية والتحقت بالإذاعة.

## مسلسلاتها
- حكاية ميزو
- رأفت الهجان
- الشارع الجديد

## أفلامها
- الزوجة الثانية
- الأرض
- الجن والإنس
- المشاغبات والكابتن